# Władysław Rubin
Władysław Rubin, poljski rimskokatoliški duhovnik, škof in kardinal, * 20. september 1917, Toki, † 28. november 1990.

## Življenjepis
30. junija 1946 je prejel duhovniško posvečenje.
17. novembra 1964 je bil imenovan za pomožnega škofa Gniezna in za naslovnega škofa Serte; 29. novembra istega leta je prejel škofovsko posvečenje.
Med letoma 1967 in 1979 je bil generalni sekretar Sinode škofov.
30. junija 1979 je bil povzdignjen v kardinala in imenovan za kardinal-diakona S. Maria in Via Lata.
Med 27. junijem 1980 in 30. oktobrom 1985 je bil prefekt Kongregacije za vzhodne cerkve.
26. novembra 1990, dva dneva pred smrtjo, je bil imenovan za kardinal-duhovnika S. Maria in Via Lata.